# Districte de Kolubara
El Districte de Kolubara (Kolubarski okrug, Колубарски округ) ocupa la part central de l'oest de Sèrbia. Té una població de 174.513 habitants. La capital del districte és la ciutat de Valjevo, a la conca del riu Kolubara.
Està format pels municipis de: 
- Osečina
- Ub
- Lajkovac
- Valjevo
- Mionica
- Ljig

## Composició ètnica (2002 census)
| Composició ètnica (cens 2011) |          |
| Grup ètnic                    | Població |
| Serbis                        | 166.325  |
| Gitanos                       | 4.045    |
| Montenegrins                  | 215      |
| TOTAL                         | 174.513  |
| 85%                           |          |

## Cultura
Aquest districte es distingeix pels seus monuments històrico-culturals: el Palau de Muselimi, un exemple típic de l'arquitectura turca construït al segle xiii, la Torre de la Família Nenadovic, construïda el 1813 per en Duke Janko, l'església de Valjevo del 1838, un estrany exemple d'estil classicista monumental a Sèrbia.

## Economia
Les indústries predominants de la regió són: la metal·lúrgica, la producció agrícola i la indústria de l'alimentació.

## Turisme
La majoria d'atraccions turístiques naturals del districte són les Muntanyes Divcibare i el Balneari de Vrujci.
Nota: Tot el material oficial fet pel Govern de Sèrbia és públic per llei. La informació s'ha tret de la seva pàgina oficial Arxivat 2010-03-28 a Wayback Machine..